# Prosper Guéranger

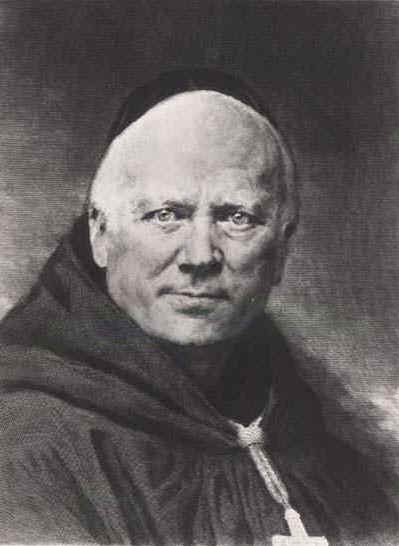
Prosper Guéranger

Dom Prosper Louis Pascal Guéranger, född 4 april 1805 i Sablé-sur-Sarthe, död 30 januari 1875 i Solesmes, var en fransk liturgist och abbot i benediktinklostret i Solesmes. 

## Biografi
Dom Guéranger förknippas med (det benediktinska) klosterlivets pånyttfödelse i bland annat Frankrike efter franska revolutionen och Napoleonkrigen. Solesmes under Dom Guéranger ses allmänt som initiativtagare till den gregorianska sångens renässans från och med 1860-talet. L'Année Liturgique, av vilka nio band är skrivna av honom, har kallats liturgins Summa (en anspelning på Thomas av Aquinos Summa theologica).
Hans skrifter har haft stor betydelse för den gregorianska koralforskningen, och Solesmesmunkarnas därpå baserade utförandepraxis av mässans och tidebönens sånger betraktas som den mest fulländade i vår tid.